# Sepé Tiarayú
Sepé Tiarayú (reducción de San Luis Gonzaga, siglo XVIII - río Vacacaí, 7 de febrero de 1756) fue un caudillo guaraní de las Misiones Orientales que actualmente es considerado un santo popular en Río Grande del Sur, Santa Catarina y la provincia argentina de Misiones.
- Sepé Tiaraju [sepé tiarayú] en grafía portuguesa actual,
- Sepe Tiaraju [sepé tiarayú] en grafía guaraní actual.

## Biografía

### Primeros años
Así como su fecha de nacimiento se mantiene imprecisa aunque con certeza fue a inicios del siglo XVIII también está poco precisado su solar natal en las Misiones Orientales, aunque dos ciudades (entonces reducciones) resultan las más probables: San Luis Gonzaga o la bastante próxima a esta, San Francisco de Borja.

En esas fechas estas poblaciones pertenecían a la Provincia Jesuítica de las Misiones del Río Uruguay, que se hallaba en jurisdicción española pero bajo continuos ataques lusobrasileños, especialmente las malocas efectuadas por bandeirantes y mamelucos tras haber sido destruidas las misiones jesuíticas del Guayrá y las poblaciones españolas del Guayrá (Ciudad Real del Guayrá, Villa Rica del Espíritu Santo etc.).
Ante estos ataques Sepé Tiarayú paulatinamente se fue constituyendo en uno de los líderes de las milicias que luchaban contra los bandeirantes y las tropas regulares lusobrasileñas.

### Tratado de Madrid y la consecuenteGuerra guaranítica
En 1750 por el Tratado de Madrid se hicieron nuevas delimitaciones entre las posesiones españolas y portuguesas. En tales delimitaciones la mayor parte de las Misiones Orientales era entregada al virreinato del Brasil portugués. Las Misiones Orientales (también conocidas como El Tapé, Los Siete Pueblos o Las Once Estancias) abarcaban un territorio muy fértil en donde prosperaban inmensos rebaños de ganado vacuno y equino mantenido por los camiluchos de origen indígena y de una cultura especial que sintetizaba principalmente elementos y rasgos guaraníes, jesuíticos e hispanos.
El citado Tratado de Madrid establecía la entrega al Brasil portugués de tales territorios poblados por aproximadamente 30 000 misioneros orientales que habían desarrollado sus cultivos, haciendas y ciudades desde hacía más de 150 años. La monarquía española había subestimado todo esto en tanto que el interés de los lusobrasileños por las vaquerías y la mano de obra de las Misiones Orientales era patente.
En vista de esto Tiarayú intentó que su provincia se mantuviera íntegramente dentro del ámbito hispano y por ello en 1752 encabezó un parlamento de 600 personas que se reunió con los jefes militares españoles en el oratorio de Santa Tecla (unos cinco kilómetros al norte de la actual ciudad brasileña de Bagé). Los españoles desoyeron las peticiones de los misioneros orientales y respondieron que harían cumplir de todos modos los términos del tratado con Portugal, en efecto, por tal tratado las tropas españolas se encontraban comprometidas a ayudar a las portuguesas en caso de encontrar resistencia en la región. Concretamente la primera respuesta de los españoles fue que la población de las Misiones Orientales se retirara al oeste del río Uruguay o, sino, al sur hacia la Banda Oriental (actual Uruguay) abandonando sus tierras a los lusobrasileños.
Desesperados y contrariados (ya que los misioneros orientales, incluido Tiarayú habían expresado su total adhesión y afecto a España) los pobladores de las Misiones Orientales se aprestaron a resistir militarmente, con muy inferiores recursos, la ocupación portuguesa de sus tierras.
Entre marzo y abril de 1754, el capitán Tiarayú y sus hombres atacaron el Fuerte Jesús, María, José de Río Pardo donde fueron vencidos y capturados. Sin embargo, la noche anterior a su ejecución, Tiarayú burló la guardia y logró escapar.

### La batalla decisiva
Dos años después, el 7 de febrero de 1756, por la mañana, Tiarayú y sus hombres tuvieron su primer encuentro con las tropas lusohispanas. En la otra ribera del río Vacacaí ―a 12,9 km más arriba de la aldea jesuita de San Gabriel de Batoví (actualmente la ciudad brasileña de São Gabriel)― se encontraron con 1600 soldados lusobrasileños comandados por Gomes Freire de Andrade Bobadela y 1900 soldados españoles liderados por el gobernador rioplatense José de Andonaegui, que estaba secundado por José Joaquín de Viana (quien en ese entonces era el primer gobernador español de Montevideo) con 800 soldados españoles.
Al oscurecer, Viana y sus 800 hombres cruzaron el río y atacaron el campamento, dispersando a los guaraníes y a los misioneros jesuitas que los acompañaban. El gobernador Viana mató a tiros al sacerdote jesuita brasileño Tadeu Henis. Tiarayú logró montar a caballo pero Viana lo abatió de un tiro de pistola ―según el propio Viana―. Los españoles hicieron desaparecer ambos cuerpos incinerándolos con pólvora, y sus cenizas fueron disipadas por el campo.
El guaraní Nicolás Ñanguirú sucedió a Tiarayú como líder. Tres días después, el 10 de febrero de 1756, los soldados portugueses, brasileños y españoles alcanzaron a los misioneros orientales en el cerro de Batový, en las márgenes del arroyo Sanga da Bica ―en las cercanías de la actual ciudad brasileña de Caibaté―, donde libraron el último combate, y el más importante, de la Guerra Guaranítica, la batalla de Caibaté. El ejército conjunto prácticamente aniquiló a todos los misioneros orientales. En esa última batalla pereció el líder sucesor de Sepé, Nicolás Ñanguirú, junto a 1500 hombres de su improvisado ejército.

## Consecuencias geopolíticas
Tras el aplastamiento de los guaraníes los oficiales españoles quedaron consternados al observar las ciudades y tierras que habían ayudado a entregar a Portugal.
Las Misiones Orientales no fueron entregadas por España al anularse el Tratado de Madrid por el Tratado de El Pardo y se las incluyó en el Virreinato del Río de la Plata por los tratados de San Ildefonso. Por tal motivo prácticamente el sitio en donde murió Tiarayú fue transformado en un fuerte y población de soberanía española en 1800, aunque luego en 1801 fueron nuevamente ocupadas por los bandeirantes en 1801 y quedaron nuevas delimitaciones dadas entre España y Portugal por el Tratado de Badajoz. Tras la Revolución de Mayo en 1810 José Gervasio Artigas y Andrés Guazurarí reivindicaron las intenciones de Tiarayú denunciando la entrega hecha de las Misiones Orientales y reclamando la retirada lusobrasileña a los límites estipulados en el Tratado de San Ildefonso de 1777.

## Homenajes
Con el tiempo Sepé Tiarayú ha pasado a ser no solo un héroe sino un santo popular de la región en que viviera. Hoy la ciudad riograndense (o gaúcha) de São Sepé le tiene por epónimo, lo mismo que la pequeña localidad de Tiarayú, ubicada a 10,5 km al noroeste de São Gabriel.
Fue declarado «héroe guaraní misionero riograndense» por la ley estatal n.º 12.366, del estado de Río Grande del Sur (Brasil).
Como homenaje a su heroísmo y a su coraje, la ruta brasileña RS-344 recibió su nombre.
En 2017 fue declarado Siervo de Dios, el primer paso para su canonización.